# Hiệp hội các nghệ sĩ và nhà thiết kế Ba Lan
Hiệp hội các nghệ sĩ và nhà thiết kế Ba Lan (Związek Polskich Artystów Plastyków, ZPAP) là một hiệp hội chính thức của các nghệ sĩ chuyên nghiệp ở Ba Lan, đại diện cho hơn 8.500 nghệ sĩ đã học làm việc trong lĩnh vực nghệ thuật thị giác, bao gồm: hội họa, điêu khắc, thiết kế đồ họa, thiết kế nội thất và thiết kế, gốm sứ, nghệ thuật vải, cũng như phương tiện truyền thông, và phục hồi nghệ thuật.
Hiệp hội được thành lập năm 1911 tại Kraków trong Phân vùng Ba Lan. Trong thời kỳ giữa hai cuộc chiến tranh cho đến năm 1939, nó đã phục vụ như một công đoàn vào năm 1945, sau Thế chiến II, nó chính thức được tái lập thành một hiệp hội.  Năm 1980, ZPAP ủng hộ phong trào Đoàn kết và phản đối việc áp dụng thiết quân luật vào năm 1981. Do đó, chính quyền quân sự đã giải tán Hiệp hội khi họ từ chối rút lại thông cáo của mình. ZPAP hoạt động không chính thức cho đến khi khôi phục nền dân chủ vào năm 1989. Ngày nay, ZPAP nổi bật trên toàn quốc với 23 Chi nhánh ở nhiều khu vực, nhân viên được trả lương, người phụ trách, ấn phẩm và phòng trưng bày nghệ thuật khu vực thúc đẩy công việc của các thành viên.

## Cấu trúc
Tư cách thành viên ZPAP chỉ giới hạn ở sinh viên tốt nghiệp các khoa nghệ thuật của các tổ chức học tập cao hơn có liên quan, với trọng tâm chính là Học viện Mỹ thuật khu vực. Với sự hiện diện sáng tạo của mình tại các thành phố lớn của Ba Lan, Hiệp hội điều hành hai khóa phát triển chuyên nghiệp, tại Ustka và Świnoujście. Nó tài trợ cho hàng chục phòng trưng bày nghệ thuật thương mại trên khắp Ba Lan cũng như các cửa hàng được lựa chọn với nguồn cung cấp nghệ thuật chuyên nghiệp. ZPAP tổ chức một số sự kiện hàng năm và cung cấp Giải thưởng Jan Cybis của riêng mình cho thành tích sáng tạo. Năm 1996, Hiệp hội đã tổ chức hội nghị UNESCO xung quanh vị thế quốc tế của một nghệ sĩ.  Đây là nhóm vận động hàng đầu làm việc kết hợp với các cơ quan chính phủ Ba Lan điều chỉnh luật lao động áp dụng cho các chuyên gia nghệ thuật thực hành. ZPAP được đại diện trong Ủy ban điều hành thế giới của Hiệp hội nghệ thuật quốc tế (IAA).
Từ năm 1996, ZPAP đã quản lý bản quyền của khoảng 1.000 thành viên và chịu trách nhiệm cấp giấy phép cho việc sử dụng thương mại các tác phẩm nghệ thuật của họ. Năm 2019, ZPAP mất giấy phép quản lý bản quyền tập thể. Hoạt động phi lợi nhuận kinh tế của Hiệp hội hướng đến việc tạo ra các quỹ cần thiết cho việc duy trì địa điểm của nó, cũng như hỗ trợ tài chính cho các thành viên có nhu cầu.
Văn phòng chính của ZPAP ở Warsaw và nằm ở tầng trên của kamienica Efrosa lịch sử tại ul. Nowy Świat 7 (ảnh), nơi Các Hoàng tử của gia đình Lubomirski từng sống ở thế kỷ 18. Tòa nhà được xây dựng lại với cổng thông tin baroque ban đầu còn nguyên vẹn sau khi thủ đô Ba Lan bị phá hủy.
Chi nhánh khu vực ZPAP được đặt tại các thành phố sau đây: Białystok, Bielsko-Biała, Bydgoszcz, Częstochowa, Gdańsk, Katowice, Kielce, Koszalin, Kraków, Lublin, Łódź, Olsztyn, Opole, Poznań, Radom, Rzeszów, Szczecin, Toruń, Warszawa, Wrocław, Zakopane, Zielona Góra và Gliwice.